# Нгуен Ань Зунг
Нгуен Ань Зунг (вьет. Nguyễn Anh Dũng; род. 17 марта 1976) — вьетнамский шахматист, гроссмейстер (2001).
В составе сборной Вьетнама участник 10-и Олимпиад (1990—2006, 2010).

## Изменения рейтинга
| Графики недоступны из-за технических проблем. См. информацию на Фабрикаторе и на mediawiki.org. |